# Centaurea glastifolia
Centaurea glastifolia (солонцева волошка звичайна як Chartolepis glastifolia) — вид рослин родини айстрові (Asteraceae), поширений у пд.-сх. і сх. Європі і в Азії.

## Опис
Однорічна рослина 35–150 см заввишки. Рослина з повзучим кореневищами і висхідними, разом з черешками листків клапчасто-павутинистими стеблами. Листки цілісні, цілокраї; прикореневі й нижні стеблові — довгасто-овальні, до основи звужені, черешкові; середні й верхні — вузьколанцетні, основами утворюючи на стеблі широкі крила. Кошики поодинокі на верхівках стебла і гілок. Квіти яскраво-жовті. Сім'янки сплюснуті; чубчик подвійний. 

## Поширення й екологія
Поширений у південно-східній і східній Європі (Румунія, Росія, Молдова, Україна) та Азії (Казахстан, Киргизстан, Монголія, Сіньцзян, Грузія, Вірменія, Азербайджан, Туреччина, пн.-зх. Іран); інтродукований до Франції.
В Україні зростає на солонцюватих лугах — у південній і південно-східній частині степу.

## Галерея

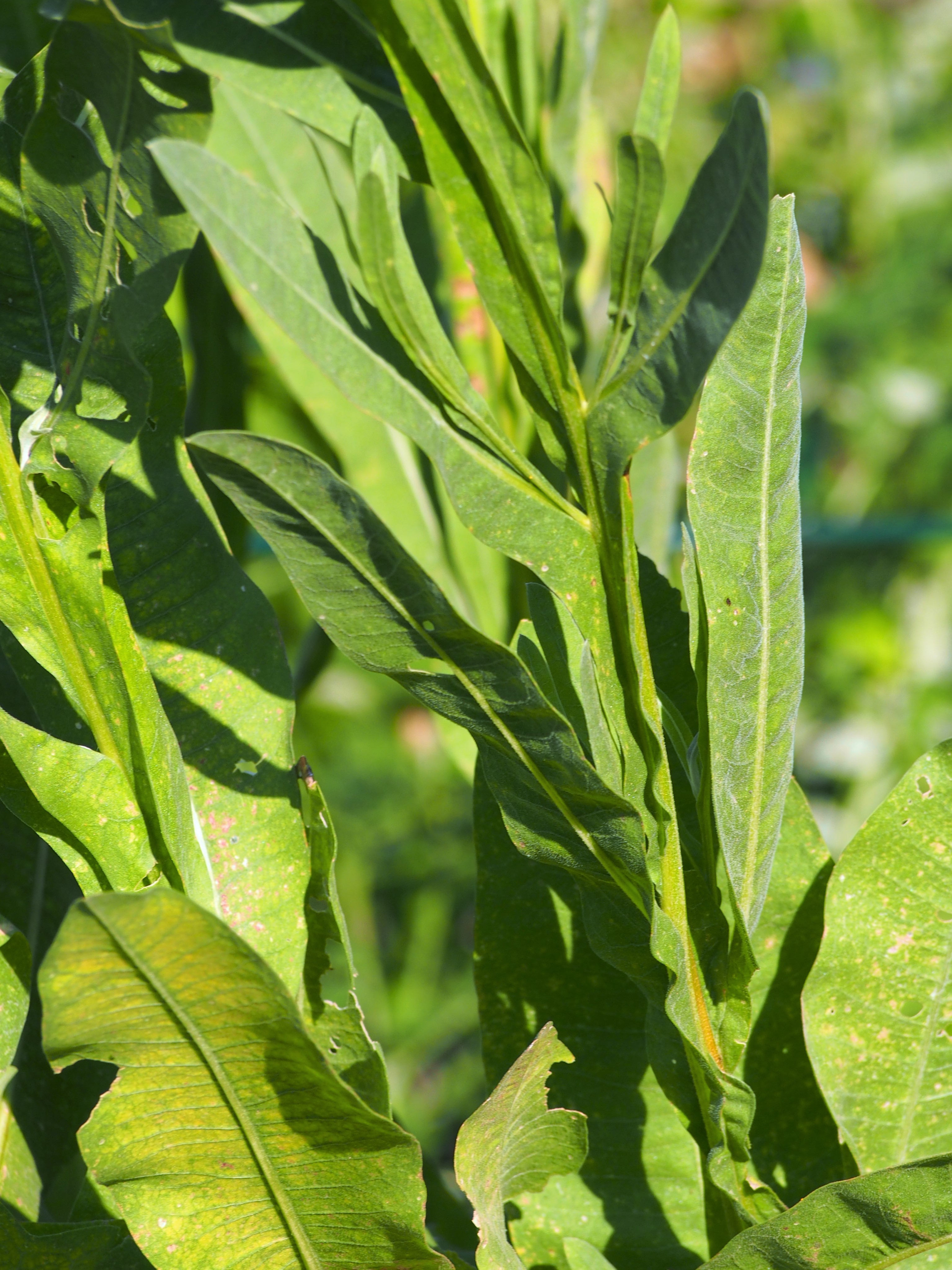
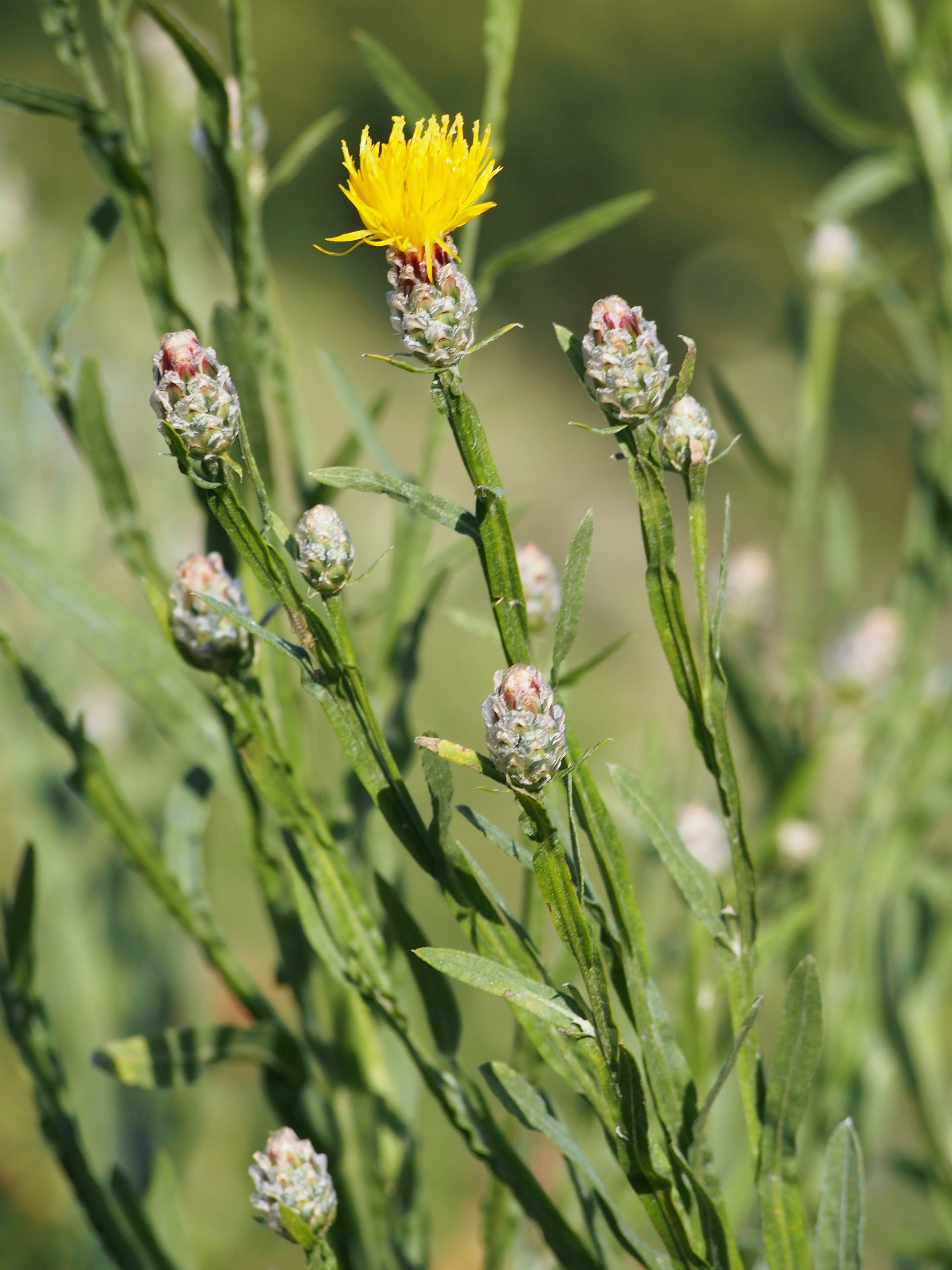